# .no
.no je národní doména nejvyššího řádu pro Norsko. Doménu spravuje Norid. Registrace je možná pouze přes akreditované registrátory a je možné použít i internacializovaná doménová jména (viz detaily).
Registrace je dostupná pouze pro organizace zaregistrované v Brønnøysund Register Centre.